# Lettische Fußballnationalmannschaft
Die lettische Fußballnationalmannschaft (lettisch Latvijas futbola izlase) ist die Fußballnationalmannschaft der Republik Lettland. Sie wird kontrolliert vom lettischen Fußballdachverband Latvijas Futbola federācija (LFF), der 1921 gegründet wurde.
Lettland konnte sich bisher für keine Weltmeisterschaft qualifizieren. Als bisher größter Erfolg gilt die erfolgreiche Qualifikation zur Europameisterschaft 2004 unter Trainer Aleksandrs Starkovs. Aus dieser schied man zwar in der Vorrunde aus, konnte aber ein 0:0 gegen das hochfavorisierte Deutschland erreichen.
An den Erfolg der Teilnahme an der EM 2004 konnte Lettland seitdem nicht annähernd anknüpfen. Heute spielt die Mannschaft eine untergeordnete Rolle in Europa. Nach dem schlechten Abschneiden in der UEFA Nations League 2018/19 spielte Lettland in der UEFA Nations League 2020/21 als einzige Nationalmannschaft, die nicht aus einem Kleinstaat stammt, in der letztklassigen Liga D.
Das wichtigste Turnier für Lettland war bisher der Baltic Cup, dessen Rekordsieger die Mannschaft ist.
In der FIFA-Weltrangliste belegt die lettische Fußballnationalmannschaft den 140. von 210 Plätzen (Stand: Dezember 2024).

## Teilnahme an internationalen Wettbewerben

### Teilnahme an der UEFA-Europameisterschaft
Lettland nahm nach dem Austritt aus der Sowjetunion erstmals an der Qualifikation zur EM 1996 teil und konnte sich bisher einmal für eine Endrunde qualifizieren. Da der lettische Fußball in der Sowjetunion keine große Rolle spielte, kamen auch in der Fußballnationalmannschaft der UdSSR keine lettischen Spieler zum Einsatz.
| Jahr | Gastgeberland           | Teilnahme bis …    | Letzte(r) Gegner                     | Ergebnis | Bemerkungen und Besonderheiten                                                                          |
| ---- | ----------------------- | ------------------ | ------------------------------------ | -------- | --- |
| 1996 | England                 | nicht qualifiziert |                                      |          | In der Qualifikation an Portugal und Irland gescheitert, das sich ebenfalls nicht qualifizieren konnte. |
| 2000 | Niederlande und Belgien | nicht qualifiziert |                                      |          | In der Qualifikation an Norwegen und Slowenien gescheitert.                                             |
| 2004 | Portugal                | Vorrunde           | Tschechien, Deutschland, Niederlande | -        | Nach zwei Niederlagen und einem Remis als Gruppenletzter ausgeschieden.                                 |
| 2008 | Österreich und Schweiz  | nicht qualifiziert |                                      |          | In der Qualifikation am späteren Europameister Spanien und Schweden gescheitert.                        |
| 2012 | Polen und Ukraine       | nicht qualifiziert |                                      |          | In der Qualifikation an Griechenland und Kroatien gescheitert.                                          |
| 2016 | Frankreich              | nicht qualifiziert |                                      |          | In der Qualifikation an Tschechien, Island und der Türkei gescheitert.                                  |
| 2021 | Europa                  | nicht qualifiziert |                                      |          | In der Qualifikation an Polen und Österreich gescheitert.                                               |
| 2024 | Deutschland             | nicht qualifiziert |                                      |          | In der Qualifikation traf Lettland auf Wales, die Türkei, Armenien und Kroatien.                        |

### Teilnahme an der FIFA-Weltmeisterschaft
| 1930 in Uruguay    | nicht teilgenommen |
| 1934 in Italien    | nicht teilgenommen |
| 1938 in Frankreich | nicht qualifiziert |
| 1950 bis 1990      | war Teil der UdSSR |
| 1994 bis 2022      | nicht qualifiziert |

## UEFA Nations League
- 2018/19: Liga D, 3. Platz mit 4 Remis und 2 Niederlagen
- 2020/21: Liga D, 3. Platz mit 1 Sieg, 4 Remis und 1 Niederlage
- 2022/23: Liga D, 1. Platz mit 4 Siegen, 1 Remis und 1 Niederlage
- 2024/25: Liga C, 4. Platz mit 1 Sieg, 1 Remis und 4 Niederlagen

### Teilnahme am Baltic Cup
Rekordsieger mit 24 von 52 Titeln, davon zehn als Lettische SSR.

## Erweiterter Kader
Die folgenden Spieler stehen im Kader:
| Nr.        | Name                     | Geburtstag         | Spiele  | Tore    | Verein                  | Debüt   | Letztes Spiel |
| Torwart    | Torwart                  | Torwart            | Torwart | Torwart | Torwart                 | Torwart | Torwart       |
| ---------- | ------------------------ | ------------------ | ------- | ------- | ----------------------- | ------- | ------------- |
| 23         | Rihards Matrevics        | 18. März 1999      | 12      | 0       | FK Auda                 | 2022    | 17.11.2024    |
| 12         | Roberts Ozols            | 10. September 1995 | 19      | 0       | FK Auda                 | 2020    | 18.11.2023    |
| 01         | Krišjānis Zviedris       | 25. Januar 1997    | 02      | 0       | Riga FC                 | 2025    | 24.03.2025    |
| Abwehr     |                          |                    |         |         |                         |         |               |
| 02         | Daniels Balodis          | 10. Juni 1998      | 17      | 1       | FC St. Johnstone        | 2022    | 24.03.2025    |
| 0          | Emīls Birka              | 25. April 2000     | 01      | 0       | FK Auda                 | 2024    | 08.06.2024    |
| 05         | Antonijs Černomordijs    | 26. September 1996 | 40      | 1       | Riga FC                 | 2019    | 24.03.2025    |
| 14         | Andrejs Cigaņiks         | 12. April 1997     | 61      | 4       | FC Luzern               | 2018    | 24.03.2025    |
| 06         | Vjačeslavs Isajevs       | 27. August 1993    | 07      | 0       | FK Liepāja              | 2018    | 24.03.2019    |
| 03         | Vitālijs Jagodinskis     | 28. Februar 1992   | 36      | 0       | Visakha FC              | 2014    | 24.03.2025    |
| 16         | Alvis Jaunzems           | 16. Juni 1999      | 43      | 0       | FKS Stal Mielec         | 2020    | 24.03.2025    |
| 13         | Raivis Andris Jurkovskis | 9. Dezember 1996   | 51      | 0       | Riga FC                 | 2018    | 24.03.2025    |
| 11         | Roberts Savaļnieks       | 4. Februar 1993    | 67      | 2       | FK RFS                  | 2016    | 24.03.2025    |
| 04         | Niks Sliede              | 8. März 2004       | 01      | 0       | FK RFS                  | 2025    | 24.03.2025    |
| 21         | Maksims Toņiševs         | 12. Mai 2000       | 03      | 0       | Riga FC                 | 2023    | 11.06.2024    |
| Mittelfeld |                          |                    |         |         |                         |         |               |
| 20         | Deniss Meļņiks           | 7. September 2002  | 05      | 0       | FK Auda                 | 2024    | 24.03.2025    |
| 22         | Aleksejs Saveljevs       | 30. Januar 1999    | 27      | 1       | FC Buzău                | 2020    | 24.03.2025    |
| 17         | Lūkass Vapne             | 31. August 2003    | 08      | 1       | Sogndal IL              | 2024    | 17.11.2024    |
| 0          | Renārs Varslavāns        | 23. August 2001    | 14      | 0       | FK Auda                 | 2021    | 17.11.2024    |
| 15         | Dmitrijs Zelenkovs       | 15. Mai 2000       | 14      | 0       | FK RFS                  | 2023    | 24.03.2025    |
| Sturm      |                          |                    |         |         |                         |         |               |
| 07         | Eduards Dašķevičs        | 12. Juli 2002      | 17      | 0       | Riga FC                 | 2023    | 24.03.2025    |
| 09         | Vladislavs Gutkovskis    | 2. April 1995      | 52      | 11      | Daejeon Hana Citizen FC | 2016    | 24.03.2025    |
| 10         | Jānis Ikaunieks          | 16. Februar 1995   | 65      | 12      | FK RFS                  | 2014    | 24.03.2025    |
| 19         | Raimonds Krollis         | 28. Oktober 2001   | 29      | 3       | Slovan Liberec          | 2020    | 21.03.2025    |
| 18         | Dario Šits               | 4. Februar 2004    | 05      | 2       | Helmond Sport           | 2024    | 24.03.2025    |

## Trainer
- Ferenc Voggenhuber (1935)
- Rudolf Stanzel (1936–1937/1938–1939)
- Zweiter Weltkrieg (1939–1945)
- Teil der Fußballnationalmannschaft der UdSSR (1945–1991)
- Jānis Gilis (1992–1997)
- Rewas Dsodsuaschwili (1998–1999)
- Gary Johnson (1999–2001)
- Aleksandrs Starkovs (2001–2004)
- Jurijs Andrejevs (2004–2007)
- Aleksandrs Starkovs (2007–2013)
- Marians Pahars (2013–2017)
- Aleksandrs Starkovs (2017–2018)
- Mixu Paatelainen (2018–2019)
- Slaviša Stojanović (2019–2020)
- Dainis Kazakevičs (2020–2023)
- Paolo Nicolato (seit 2024)

Quelle:

## Statistik

### Rekordspieler
Vitālijs Astafjevs löste am 2. Februar 2000 mit seinem 64. Länderspiel den Vorkriegsrekordhalter Ēriks Pētersons ab, der zwischen 1929 und 1939 auf 63 Spiele kam. Astafjevs war zudem vom 14. November 2009 bis 24. März 2017 europäischer Rekordhalter, als er mit seinem 158. Länderspiel den Esten Martin Reim ablöste und dann seinerseits von Gianluigi Buffon übertroffen wurde. Weltweit haben nur 18 Spieler mehr Länderspiele bestritten, dabei hat Astafjevs nie an einer WM-Endrunde teilgenommen.
| Rang | Name               | Einsätze | Tore | Position   | Zeitraum  |
| ---- | ------------------ | -------- | ---- | ---------- | --------- |
| 01.  | Vitālijs Astafjevs | 167      | 16   | Mittelfeld | 1992–2010 |
| 02.  | Andrejs Rubins     | 117      | 09   | Mittelfeld | 1998–2011 |
| 03.  | Juris Laizāns      | 113      | 15   | Mittelfeld | 1998–2010 |
| 04.  | Imants Bleidelis   | 106      | 10   | Mittelfeld | 1995–2007 |
| 05.  | Mihails Zemļinskis | 105      | 12   | Abwehr     | 1992–2005 |
| 06.  | Māris Verpakovskis | 104      | 29   | Angriff    | 1999–2014 |
| 07.  | Igors Stepanovs    | 100      | 04   | Abwehr     | 1995–2011 |
| 07.  | Andris Vaņins      | 100      | 0    | Tor        | 2000–2020 |
| 09.  | Aleksandrs Koļinko | 094      | 0    | Tor        | 1997–2015 |
| 10.  | Kaspars Gorkšs     | 089      | 05   | Abwehr     | 2005–2017 |

Quelle: (Stand: 24. März 2025)

### Rekordtorschützen
Māris Verpakovskis ist seit dem 10. Oktober 2009 Rekordtorschütze, als er beim 2:5 im WM-Qualifikationsspiel gegen Griechenland mit seinem 25. Tor den Vorkriegsrekord von Ēriks Pētersons überbot.
| Rang | Name               | Tore | Einsätze | Quote | Zeitraum  |
| ---- | ------------------ | ---- | -------- | ----- | --------- |
| 01.  | Māris Verpakovskis | 29   | 104      | 0,28  | 1999–2014 |
| 02.  | Ēriks Pētersons †  | 24   | 063      | 0,38  | 1929–1939 |
| 03.  | Vitālijs Astafjevs | 16   | 167      | 0,10  | 1992–2010 |
| 04.  | Juris Laizāns      | 15   | 113      | 0,13  | 1998–2014 |
| 04.  | Marians Pahars     | 15   | 075      | 0,20  | 1996–2007 |
| 06.  | Alberts Šeibelis † | 14   | 054      | 0,26  | 1925–1939 |
| 07.  | Iļja Vestermans †  | 13   | 023      | 0,57  | 1935–1938 |
| 08.  | Aleksandrs Cauņa   | 12   | 045      | 0,27  | 2007–2015 |
| 08.  | Valerijs Šabala    | 12   | 053      | 0,23  | 2013–2019 |
| 08.  | Jānis Ikaunieks    | 12   | 065      | 0,18  | 2014–0000 |
| 08.  | Mihails Zemļinskis | 12   | 105      | 0,11  | 1992–2005 |

Quellen: (Stand: 24. März 2025)

### Länderspiele gegen deutschsprachige Fußballnationalmannschaften

#### Länderspiele gegen diedeutsche Fußballnationalmannschaft
|     | Datum            | Ort        | Heimmannschaft  | Resultat | Gastmannschaft  |
| --- | ---------------- | ---------- | --------------- | -------- | --------------- |
| 01. | 13. Oktober 1935 | Königsberg | Deutsches Reich | 3:0      | Lettland        |
| 02. | 25. Juni 1937    | Riga       | Lettland        | 1:3      | Deutsches Reich |
| 03. | 19. Juni 2004    | Porto      | Lettland        | 0:0      | Deutschland     |
| 04. | 7. Juni 2021     | Düsseldorf | Deutschland     | 7:1      | Lettland        |

#### Länderspiele gegen dieliechtensteinische Fussballnationalmannschaft
|     | Datum             | Ort    | Heimmannschaft | Resultat | Gastmannschaft |
| --- | ----------------- | ------ | -------------- | -------- | -------------- |
| 01. | 15. November 1994 | Eschen | Liechtenstein  | 0:1      | Lettland       |
| 02. | 6. September 1995 | Riga   | Lettland       | 1:0      | Liechtenstein  |
| 03. | 28. Februar 2001  | Vaduz  | Liechtenstein  | 0:2      | Lettland       |
| 04. | 17. November 2004 | Vaduz  | Liechtenstein  | 1:3      | Lettland       |
| 05. | 8. Juni 2005      | Riga   | Lettland       | 1:0      | Liechtenstein  |
| 06. | 28. März 2007     | Vaduz  | Liechtenstein  | 1:0      | Lettland       |
| 07. | 17. November 2007 | Riga   | Lettland       | 4:1      | Liechtenstein  |
| 08. | 16. Oktober 2012  | Riga   | Lettland       | 2:0      | Liechtenstein  |
| 09. | 22. März 2013     | Vaduz  | Liechtenstein  | 1:1      | Lettland       |
| 10. | 3. Juni 2022      | Riga   | Lettland       | 1:0      | Liechtenstein  |
| 11. | 14. Juni 2022     | Vaduz  | Liechtenstein  | 0:2      | Lettland       |

#### Länderspiele gegen dieluxemburgische Fußballnationalmannschaft
|     | Datum             | Ort         | Heimmannschaft | Resultat | Gastmannschaft |
| --- | ----------------- | ----------- | -------------- | -------- | -------------- |
| 01. | 27. März 2002     | Hesperingen | Luxemburg      | 0:3      | Lettland       |
| 02. | 8. März 2004      | Luxemburg   | Luxemburg      | 3:4      | Lettland       |
| 03. | 30. März 2005     | Riga        | Lettland       | 4:0      | Luxemburg      |
| 04. | 6. September 2006 | Hesperingen | Luxemburg      | 0:0      | Lettland       |
| 05. | 28. März 2009     | Luxemburg   | Luxemburg      | 0:4      | Lettland       |
| 06. | 1. April 2009     | Riga        | Lettland       | 2:0      | Luxemburg      |
| 07. | 2. September 2016 | Riga        | Lettland       | 3:1      | Luxemburg      |

#### Länderspiele gegen dieösterreichische Fußballnationalmannschaft
|     | Datum             | Ort             | Heimmannschaft | Resultat        | Gastmannschaft |
| --- | ----------------- | --------------- | -------------- | --------------- | -------------- |
| 01. | 5. Oktober 1937   | Wien            | Österreich     | 2:1             | Lettland       |
| 02. | 29. März 1995     | Salzburg        | Österreich     | 5:0             | Lettland       |
| 03. | 16. August 1995   | Riga            | Lettland       | 3:2             | Österreich     |
| 04. | 9. November 1996  | Wien            | Österreich     | 2:1             | Lettland       |
| 05. | 8. Juni 1996      | Riga            | Lettland       | 1:3             | Österreich     |
| 06. | 9. Februar 2005   | Limassol ()     | Lettland       | 1:1 (5:3 i. E.) | Österreich     |
| 07. | 7. Juni 2011      | Graz            | Österreich     | 3:1             | Lettland       |
| 08. | 6. September 2019 | Wals-Siezenheim | Österreich     | 6:0             | Lettland       |
| 09. | 19. November 2019 | Riga            | Lettland       | 1:0             | Österreich     |

### Länderspiele gegen dieSchweizer Fussballnationalmannschaft
|     | Datum             | Ort        | Heimmannschaft | Resultat | Gastmannschaft |
| --- | ----------------- | ---------- | -------------- | -------- | -------------- |
| 01. | 2. April 1997     | Luzern     | Schweiz        | 1:0      | Lettland       |
| 02. | 11. Oktober 2008  | St. Gallen | Schweiz        | 1:2      | Lettland       |
| 03. | 9. September 2009 | Riga       | Lettland       | 2:2      | Schweiz        |
| 04. | 25. März 2017     | Lancy      | Schweiz        | 1:0      | Lettland       |
| 05. | 3. September 2017 | Riga       | Lettland       | 0:3      | Schweiz        |